# Mario Benzing

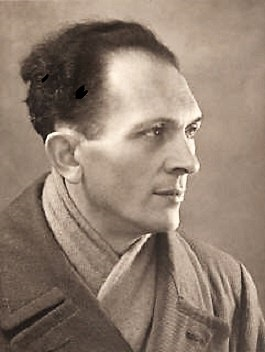
Mario Benzing, escritor y traductor italiano.

Mario Benzing (Como, Italia, 7 de diciembre de 1896 - Milán, Italia, 29 de noviembre de 1958) fue un escritor y traductor italiano

## Biografía
De origen alemán, Mario Benzing estudió en Lausana y en Londres antes de establecerse en Milán. Durante la Primera Guerra Mundial se alistó en el Ejército Italiano. Herido en batalla, fue internado en el hospital militar de Milán, donde conoció a Ernest Hemingway.
Entre las dos Guerras escribió algunas novelas y biografías de diversos personajes históricos, como Cleopatra, Mesalina y la Reina Cristina de Suecia. Como traductor literario, sobre todo desde el inglés, aunque también desde el alemán y el francés, tradujo más de 80 obras de 55 autores, a veces como traductor primero, a menudo firmando sus obras como Mario Benzi a causa de las leyes fascistas. Sobre todo tradujo novelas de Jack London, Joseph Conrad, Rudyard Kipling, Arthur Schnitzler, Lewis Carroll, E.T.A. Hoffmann, Ehm Welk, Ferenc Herczeg, Pelham Grenville Wodehouse, Edgar Allan Poe, Herbert George Wells, David Herbert Lawrence y Sigrid Undset.

## Enlaces
- Suya bibliografía cual traductor

- Datos: Q285390
- Multimedia: Mario Benzing / Q285390